# Grasellenbach
Grasellenbach är en kommun i Kreis Bergstraße i Regierungsbezirk Darmstadt i förbundslandet Hessen i Tyskland. Kommunen bildades 31 december 1971 genom en sammanslagning av de tidigare kommunerna Gras-Ellenbach, Hammelbach och Wahlen.